# Pseudostomella longifurca
Pseudostomella longifurca is een buikharige uit de familie Thaumastodermatidae. Het dier komt uit het geslacht Pseudostomella. Pseudostomella longifurca werd in 2002 voor het eerst wetenschappelijk beschreven door Lee & Chang. 